# South Daytona
South Daytona – miasto w Stanach Zjednoczonych, w stanie Floryda, w hrabstwie Volusia.